# Oranje Hein (1936)
Oranje Hein is een Nederlandse film uit 1936 onder regie van Max Nosseck, in zwart-wit met geluid. De film is gebaseerd op het gelijknamig toneelstuk van Herman Bouber. De film heeft als alternatieve titel Feest in de Jordaan en maakt deel uit van de categorie Jordaanfilms, die in de jaren 30 vervaardigd werden.

## Verhaal
Oranje Hein is een schoenmaker uit de Jordaan die getrouwd is met Aal. Hun buren zijn Thijs en Ant van der Spil. Samen hebben ze een dochter, Mientje, die denkt dat haar vriend Herman zich voor haar schaamt. Hij denkt dat zijn moeder neerkijkt op haar, omdat ze uit de Jordaan komt, maar ze blijken het goed met elkaar te kunnen vinden. Ant overweegt van haar man te scheiden, omdat hij bijna altijd dronken en agressief is. Op een avond zoekt ze toevlucht bij haar ouders Kees en Massie, die teleurgesteld in het drukke uitgaansleven van hun dochter Dien, een bloemenmeisje. Ze zien haar liever trouwen met Dorus, maar zij heeft geen interesse in hem. Ze ziet zichzelf liever met Jan Tollenaar, een rijke en beschaafde muzikant.
Na de zoveelste dronken rel besluit Ant Thijs te verlaten. Net op het moment dat hij in een dronken bui is, komt Herman langs met zijn moeder. Zij schrikt van de milieu waar zijn vriendin in opgroeit en raadt hem aan een ander te zoeken. Thijs krijgt al snel spijt van zijn gedrag en kan het eenzame leven maar moeilijk teren. Hij belooft Ant nooit meer te drinken, maar zij gelooft hem niet en staakt de scheiding niet. Ondertussen is Dien dolgelukkig met Jan en heeft ze niet door dat hij haar enkel gebruikt en eigenlijk een relatie heeft met Lola. Later krijgt ze te horen dat hij voor zijn werk naar Rotterdam is gegaan, zonder haar ervan te informeren.
Tijdens een feest, ter gelegenheid van Kees en Massie, die veertig jaar getrouwd zijn, komt ook Thijs opdagen. Hoewel hij inmiddels al wekenlang nuchter is, wil niemand iets met hem te maken hebben. Bedroefd gaat hij voor het eerst in tijden terug naar de bar om dronken te worden. Vervolgens keert hij terug naar het feest en bederft hij de sfeer met zijn agressieve gedrag. Hij belandt uiteindelijk in een knokpartij met Kees. Ant haast zich naar buiten om er een einde aan te maken, maar valt van de trap en is ernstig gewond.
Ondertussen reist Dien naar Rotterdam om Jan te confronteren. Hij beweert dat de opdracht onverwachts kwam, maar zij gelooft hem niet. Ze vraagt hem naar Lola, een meisje dat de hele avond met hem flirtte in Amsterdam, maar hij zegt dat hij haar nooit meer heeft gezien. Als ze haar achter hem ziet staan slaat ze hem en vertrekt. Ze heeft echter de laatste trein naar Amsterdam gemist en moet de nacht doorbrengen in Rotterdam. Kees en Massie zijn zeer ongerust over haar en in een razende bui zet hij Dien na haar terugkeer uit huis. Ze trekt in bij Oranje Hein en Aaf en ze wordt herenigd met Dorus. Ook Ant besluit uiteindelijk Thijs te vergeven.

## Rolverdeling
| Acteur                | Personage            |
| --------------------- | -------------------- |
| Herman Bouber         | Oranje Hein          |
| Aaf Bouber            | Aal                  |
| Johan Elsensohn       | Thijs van der Spil   |
| Annie Verhulst        | Ant van der Spil     |
| Jeanne Verstraete     | Mientje van der Spil |
| Max Croiset           | Herman               |
| Chris Laurentius      | Oom Kees             |
| Riek Kloppenburg      | Massie               |
| Fientje Berghegge     | Dien                 |
| Harry Boda            | Dorus                |
| Theo Moens            | Jan Tollenaar        |
| Beppie Boda           | Lola                 |
| Sylvain Poons         | Oom Bram             |
| Vincent Berghegge     |                      |
| Marie Meunier         |                      |
| Jan Nooy              |                      |
| Sien de la Mar        |                      |
| Piet te Nuyl          |                      |
| Clara Vischer-Blaaser |                      |
| Koba Kinsbergen       |                      |

## Achtergrond
Verfilmingen van volkstoneelstukken van Herman Bouber, waaronder De Jantjes (1934) en Bleeke Bet (1934), bleken in de jaren 30 een groot succes te zijn. Het initiatief voor een verfilming van Oranje Hein kwam van Loet Barnstijn, de man die de geluidsfilm in vorm van de Loetafoon in Nederland had geïntroduceerd. Oranje Hein werd uitgebracht als de laatste Jordaanfilm. Critici spraken vooral over de Jordaanse sfeer en waren in de meeste gevallen positief, met enkele uitzonderingen. Zo schreef recensent A. van Domburg over de 'stuntelige regie' en 'stompzinnig-vaste camera, waar geen leven in te krijgen is'.